# インドロ・モンタネッリ公共庭園

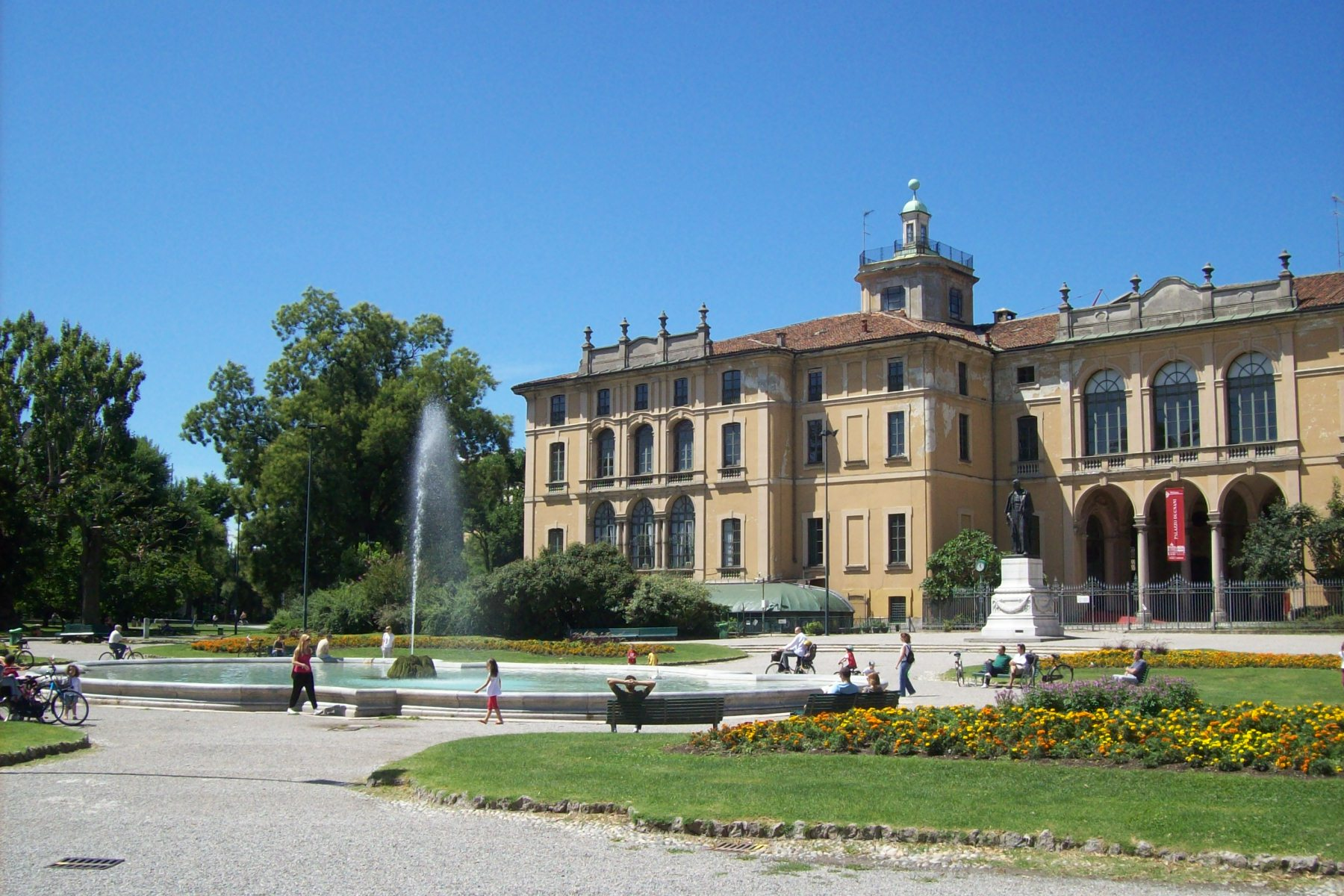
インドロ・モンタネッリ公共庭園

インドロ・モンタネッリ公共庭園（イタリア語: Giardini Pubblici Indro Montanelli）は、イタリアのミラノにある公園。かつては単に公共庭園またはポルタ・ヴェネツィア公共庭園と呼ばれていたものが、2002年にイタリアを代表するジャーナリストであるインドロ・モンタネッリにちなんで改名された。
この公共庭園は、1784年にミラノで最初に開設された最古の公園で、開設以来徐々に面積を広げ現在の広さは172,000m2である。園内にはミラノ市立自然史博物館（1888年 - 1893年建築）やミラノ・プラネタリウム（1930年建築）などの著名な施設がある。

## 歴史
18世紀、後に公共庭園となる土地はドゥニャーニ（Dugnani）家の所有で、主に農場として使われており、いくつもの水路が横切っていた。また、オーストリアの統治時代に閉鎖されたサン・ディオニージ修道院やカルカニーネ修道院の敷地も含まれている。
1780年、ミラノ総督フェルディナント・フォン・エスターライヒは建築家ジュゼッペ・ピエルマリーニに地区の再開発と公園の開設を命じ、公共公園は1782年から1786年にかけて造営された。ピエルマリーニの設計はフランス式庭園（整形庭園）に影響を受けたもので、花壇や園路が幾何学的に配置されていた。敷地の北東部にはサッカーに興ずるための広場が設けられていた。
1856年から1862年に掛けて建築家ジュゼッペ・バルザレットにより、西側部分がイギリス式庭園をモデルに設計され、人口の丘や池、岩などが配されることとなった。この造園工事はイタリア統一運動（リソルジメント）後になって完成した。
1893年にはミラノ市立自然史博物館が園内に移設される。その当時、屋外展示として飼育されていた鹿や猿、キリンなどの動物の死骸の一部は剥製にされ、現在でも自然史博物館内に展示されている。また、当時の屋外展示の名残として「巨大な猫用ケージ」が園内に残っている。

## 現地へのアクセス
- ミラノ地下鉄 M1線 パレストロ駅の北東 すぐ
- ミラノ地下鉄 M1線 ポルタ・ヴェネツィア駅の南西 すぐ
- ミラノ近郊鉄道 ミラノ・ポルタ・ヴェネツィア駅の南西 約200m